# Ахмед Доган
Ахмед Демир Доган е български политик, основател на Движението за права и свободи (ДПС) през 1990 г. и негов председател до 2013 година. След изборите за нов председател, той е избран за почетен председател на партията. През 2023 г. отново поема оперативното ръководство на партията след подадената оставка от тогавашния председател Мустафа Карадайъ. Депутат в VII велико народно събрание и народен представител в XXXVI, XXXVII, XXXVIII, XXXIX, XL и XLI народно събрание на България. Агент на Държавна сигурност от 1974 г.

## Биография

### Ранни години
Ахмед Доган е роден на 29 март 1954 година в село Пчеларово, Генералтошевско, като Ахмед Исмаилов Ахмедов, но изкарва голяма част от ранното си детство в село Дръндар, Варненско. Майка му е от добричкото село Лясково. Баща му Исмаил напуснал семейството още като се родило детето. То било на 6 месеца, когато Демирие се жени за Хасан от дуловското село Вокил. По-късно вторият му баща, поискал да го осинови, но никой не могъл да открие Исмаил, за да даде съгласието си. През 1959 година семейството се мести в Дръндар. От втория си баща Доган има брат на име Иван Атанасов, по прякор Мечо, бизнесмен в Добрич. От него той има и три сестри. Една от сестрите му е Лейла Чаушева, съпруга на поп-фолк певеца Мустафа Чаушев. Израства в бедно семейство, дядо му е овчар в селото, в което живеят. След завършване на основното си образование записва техникума по Индустриална химия във Варна, но още преди да завърши първата година се премества в СПТУ по стъкларство в село Белослав.
През 1981 година завършва философия в Софийския университет „Климент Охридски“, след което е редовен аспирант в Института по философия към Българската академия на науките. През 1985 година завършва и Академията за обществени науки и социално управление (АОНСУ) на Централния комитет на Българската комунистическа партия. През 1986 година защитава кандидатската си дисертация и постъпва на работа като научен сътрудник в Института по философия.

### Агентурна дейност и престой в затвора
Още по време на военната си служба през 1974 година Доган става агент на Държавна сигурност (Управление III Военно контраразузнаване). През 1979 година е прехвърлен към Окръжно управление на МВР – Варна, а през 1979 година – към Първо главно управление. По време на агентурната си дейност използва псевдонимите „Ангелов“, „Сергей“ и „Сава“, като за работата му са запазени собственоръчно написана и подписана декларация за сътрудничество, собственоръчно написани агентурни сведения, документи за получени възнаграждения, разходни документи, отчетени от оперативния работник, документи от ръководилите го щатни служители, лични и работни дела и други. Свален е от оперативен отчет през 1988 година.
Според официалната му биография, през 1985 година преименуваният на Меди Доганов, Доган се включва в организиране на съпротивата срещу т. нар. „Възродителен процес“, като става един от основателите на нелегална организация. През 1986 година е арестуван, заедно с други участници в Турското националноосвободително движение, и лежи в Пазарджишкия затвор в килия за смъртници, а през март 1987 година е осъден при закрити врати от Варненския окръжен съд на 10 години лишаване от свобода като създател на противодържавна организация. Амнистиран е след отмяната на чл. 233 от Наказателния кодекс в края на 1989 година. Не е изяснено дали престоят му в затвора е резултат от действителна нелегална дейност или е опит на Държавна сигурност да го представи като „борец за свобода“.

### Политическа кариера
На 4 януари 1990 година Меди Доганов става учредител и председател на Движението за права и свободи.
Доган е избиран за депутат във всички Народни събрания между 1990 и 2013 г., но системно не посещава парламентарните заседания, въпреки че е задължен да присъства според Правилника за устройството и дейността на Народното събрание. По този повод обяснява, че използва това време за по-полезни дейности.
Женен е два пъти, но след края на втория си брак живее от години в съвместно съжителство с манекенката Алтен Алиева.

### Опит за покушение
На 19 януари 2013 г. по време на VIII национална конференция на ДПС в НДК Ахмед Доган изнася доклада си, когато 25-годишният Октай Енимехмедов се качва на подиума и опитва да стреля с газов пистолет в главата му, но пистолетът засича. Доган се опитва да избута оръжието от ръката на нападателя, но не успява, след което пада на земята. 
При последвалата намеса на охраната и делегати на конференцията нападателят е повален на земята, като делегати правят опит за саморазправа с удари и ритници, а охранителите от НСО не се намесват. Впоследствие Енимехмедов е изведен от полицаи. Събитието се разиграва пред множество медии, отразяващи конференцията, на която освен много български делегати има и чужденци, в това число лидерът на Алианса на либералите и демократите в Европейския парламент, Греъм Уотсън.
След няколкочасово прекъсване на конференцията, речта на Доган е дочетена от Филиз Хюсменова. В нея Ахмед Доган обявява, че се оттегля от лидерския пост в ДПС и предлага за свой приемник депутата Лютви Местан.
Според бившия директор на НСС Атанас Атанасов този опит за покушение прилича по-скоро на театър, тъй като оръжието е газов пистолет, зареден със сигнало-звукови патрони. Други коментари на политици за събитието варират от „нападение срещу демокрацията“ и „терористичен акт“ до „инсценировка“ и „провокация“.
Според изявление на вътрешния министър Цветан Цветанов нападателят Октай Енимехмедов е криминално проявен и е влязъл на конференцията с пропуск от младежка конференция на ДПС от ноември 2012 г.
Според директора на Института по психология при МВР Неделчо Стойчев, Енимехмедов обяснява деянието си като лично решение и мотивът му е бил да покаже на обществото, че съществува, и че неговото мнение трябва да бъде зачетено, както и да покаже на лидера на ДПС, че не е недосегаем. Според него – това намерение се доказва и с това, че пистолетът е бил зареден със сигнално-звукови патрони. Една от целите на извършителя е била да стане публично известен, а самият той се описва като български патриот, който прави това за доброто на държавата.
По повод побоя над Енимехмедов след повалянето му на земята градският прокурор на София Николай Кокинов излиза с позиция пред медии, че срещу делегатите на ДПС не трябва да се повдигат обвинения за нанесения побой, тъй като „[з]а обезвреждане на такъв нападател се налага причиняването на такива щети и вреди“. Според главния прокурор Сотир Цацаров „предмет на разпит и установяване ще бъдат както поведението на охраната, така и последващото поведение на лица, които афектирани по обясним начин от неговите действия, упражниха видимо насилие върху него пред телевизионните екрани, въпреки че на този етап той вече беше задържан от служители на НСО“.
От Български хелзинкски комитет критикуват позицията на Кокинов, заявявайки, че „нито това насилие, нито неговото оправдаване от прокуратурата е правомерно. Причиняването на физически вреди на човек е оправдано само, когато този човек все още представлява опасност за някого. От разпространените в медиите кадри не изглежда това да е било така във въпросния случай. Във всички случаи, не изглежда въпросното причиняване на вреди да е с цел неутрализиране на някакъв риск“. Позицията на Кокинов е разкритикувана и от заместник-главния прокурор Борислав Сарафов.
На 30 януари 2013 г. Народното събрание приема декларация, с която се осъжда опита за покушение на Ахмед Доган.

## Критики и противоречия
През 2004 г. е награден от президента Георги Първанов с орден „Стара планина“ I степен „за заслуги към етническия мир и демокрацията в България“. Три месеца по-късно обявява, че връща ордена, след като Първанов награждава със същия орден и главния прокурор по времето на Възродителния процес Васил Мръчков. Впоследствие Георги Първанов изменя собствения си указ и награждава Васил Мръчков с орден „Кирил и Методий“.
В свое интервю през 2014 г. политикът Иван Костов обвинява Ахмед Доган в обвързаност с подозираната за незаконна дейност компания „Мултигруп“. Нарича го „наследник на част от наследството на тази организация“, което го прави един от „основните фактори на корумпирането на българската политическа система“.

### Обръчи от фирми и „разпределяне на порциите“
При предизборната си кампания за парламентарни избори през 2005 заявява в предаването Шоуто на Слави по bTV, че финансирането на партията му, както и финансирането на всички други политически партии, става чрез „обръч от фирми“.
По време на предизборната кампания за парламентарни избори в България (2009), като лидер на коалиционно управляваща политическа сила, на власт от 2001-до 2009 година, заявява на митинг в село Кочан, че той разпределя „порциите на финансирането в държавата“.

### Хидровъзел „Цанков камък“
Ахмед Доган е консултирал четири мегапроекта на правителството на Сергей Станишев – хидровъзел „Цанков камък“, „Доспат“, каскада „Горна Арда“ и Хидровъзел „Тунджа“ . Изплащането на парите е уредено с договор за консултантски услуги от януари 2008 г. между Ахмед Демир Доган и Института по минно дело чрез „Минстрой холдинг“ (дял от 60% от института притежава „Минстрой холдинг“ АД).
По силата на този документ лидерът на ДПС става „мениджър на проучванията“ за „Цанков камък“ и останалите три хидроенергийни обекта. Според договора Ахмед Доган е трябвало да получи 1 950 000 лева, година по-късно – през февруари 2009 г., той взема 1 500 000 лева, възлагайки изпълнението на проектите на четирима специалисти, които са служители на „Минстрой холдинг“, на които заплаща 50 хил. лева.
По доклад на Комисията за борба с корупцията, конфликт на интереси и парламентарна етика при Народното събрание (протокол № 32 от 30 юли 2010 г.) е образуван процес пред Върховния административен съд. Според Комисията Доган е нарушил закона, защото не е декларирал, че е сключил 4 консултантски договора с института. 
Иска се от Ахмед Доган да представи документ, удостоверяващ познания в минното дело, хидрологията и строителството, както и 4-те си анализа. Претендира установяване на конфликт на интереси и на основание чл. 33, ал. 3 от ЗПРКИ (ЗПУКИ) присъждане в полза на Държавата равностойността на материалната облага – 1 995 830 лева, наред с предвидените административни санкции по чл. 34, ал. 2, чл. 35 и чл. 37 от ЗПРКИ. 
Прокурорът счита искането за основателно. Процесуалният представител на „ответника“ иска докладът да бъде „отменен“. Оспорва, че четирите разработки на Ахмед Доган са свързани с държавния проект хидровъзел „Цанков камък“, че хонорарът е колосален за дейността, и че на Доган липсват знания, тъй като „става въпрос за идеен проект за потенциален инвеститор“.
С решение по адм. дело № 14649/ 2010 петчленният касационен състав оставя в сила (освен в частта за разноските) решението на ВАС, с което искането е отхвърлено. Договорът е сключен преди влизане в сила на ЗПРКИ – не е бил длъжен да го декларира общо. Отсъства елемент от фактическия състав на конфликта на интереси – по делото не е доказано на изпълнението на кои задължения по служба на народния представител е било повлияно. Речта от с. Кочан е политическо говорене, а и не е надлежно доказана. Евентуална невярна декларация или търговия с влияние се преследват като престъпления, а не по този ред.

### ТЕЦ Варна
През август 2018 г. Доган закупува 70% от ТЕЦ „Варна“ Държавната чешка компания ЧЕЗ продава централата на малката фирма „Сигда“ ООД, собственост на децата на Данаил Папазов (министър в правителството на Пламен Орешарски) без никакъв предишен опит в енергетиката. На 7 август 2018 г. 70% от дяловете на фирма „Сигда“ е придобита от Ахмед Доган. През ноември 2019 г. Антикорупционният фонд (АКФ) и инж. Лукаш Вагенкнехт алармират за съмнителни обстоятелства около продажбата на ТЕЦ „Варна“ ЕАД. През януари 2023 г. изпълнителният директор на „Булгаргаз“ Деница Златева съобщава, че ще заведе дело срещу ТЕЦ „Варна“ заради 40 млн. лв. задължения към държавната компания. През март 2023 г. „Булгаргаз“ преговаря с ТЕЦ „Варна“ за разсрочване на задълженията.

## Отличия
- орден „Стара планина“ I степен (2004)
- Доктор хонорис кауза на Шуменския университет „Еп. Константин Преславски“[37]